# Nahum Carmeli
Nahum Carmeli (hebr. נחום כרמלי) (ur. 10 stycznia 1918 w Piotrkowie Trybunalskim, zm. 23 maja 2013 w Chulacie) – izraelski malarz pochodzący z Polski.

## Życiorys
Urodził się w Piotrkowie Trybunalskim jako Hillel Krymołowski, syn Ashera i Cypory. W wieku sześciu lat wyemigrował wraz z rodziną do Palestyny, osiedlili się w Tel Awiwie. Studiował w szkole Tachkemoni, od 1929 był członkiem ruchu młodzieżowego Bene Akiwa oraz obozów imigrantów. W wieku 15 lat zaciągnął się do Hagany, a w 1936 wyjechał na staż do Tel Chaj i brał udział w zakładaniu kibucu Chulata. W 1937 rozpoczął studia malarskie w Instytucie Avni w Tel Awiwie, wśród jego nauczycieli byli Josef Zaritzky i Awigdor Steimacki. W tym czasie zmienił nazwisko na Carmeli. W czerwcu 1941 był jednym z pierwszych ochotników, którzy zaciągnęli się do Palmachu i brał udział w inwazji na Syrię. Na początku 1943 został schwytany przez Brytyjczyków ze sprzętem wojskowym i osadzony w więzieniu w Akce, został zwolniony za kaucją, a następnie przebywał w obozie Palmachu w kibucu Negba, gdzie odbył kurs oficerski. Od tego czasu nazywał się Nahum Carmeli. Od początku 1947 do kwietnia 1948 pomagał nielegalnym imigrantom próbujących dostać się do mandatu Palestyny w ramach Aliji B, działał we Francji i Włoszech. Po powrocie do Palestyny walczył w I wojnie izraelsko-arabskiej jako członek Brygady Jiftach, uczestniczył w bitwach o Galileę, Safed, dolinę Jordanu i Sza’ar ha-Gaj, na punktach kontrolnych Latrun, walczył w Operacji Joram, Operacji Danny, oswobodzeniu Lod. Pod koniec wojny powrócił do kibucu, pracował tam w rybołówstwie i sadownictwie, a także powrócił do sztuki. W 1967 zaciągnął się do Korpusu Inżynieryjnego Dowództwa Północnego, służył jako oficer obrony z ramienia Korpusu Inżynierów. Od przejścia do rezerwy w 1982 zintensyfikował działalność artystyczną, a od 1988 zajmował się tylko sztuką.
Tworzył abstrakcje stosując technikę olejną, wiele obrazów było tworzonych z przesłaniem, jaskrawym kolorom towarzyszą czarne akcenty.